# Starostowie sanoccy
Starostowie sanoccy od czasu rozbiorów pod koniec XVIII wieku pełniący urzędy na ziemi sanockiej.
W artykule wypisano osoby ze wszystkich wspomnianych kategorii jednostek administracyjnych, w celu dostarczenia pełnej informacji historycznej w jednym miejscu.

## Starostowie grodowi
Lista starostów sanockich rozpoczyna się od 1352 r., gdy istniał oddzielny starosta ziemi sanockiej.
- Piotr (1352), starosta
- Benedykt (Benedik, Benco, Bencone) z Sandomierza, kasztelan, starosta, od 1377
- Tomko Naschalka, starosta
- Piotr Kmita z Wiśnicza (1391–1398), kasztelan lubelski, starosta sanocki
- Klemens Moskarzewski z Moskorzewa (Kamieniecki), z Odrzykonia, starosta sanocki (1399–1400), kasztelan kamieniecki, podkanclerz,
- Ścibor z Oględowa (1400–1410), starosta sanocki, burgrabia samborski (1395)
- Wierzbięta z Branic (1412) stolnik krakowski, starosta sanocki
- Drużbanta z Branic (1418), starosta san.
- Janusz z Kobylan (1420–1430) łowczy krakowski, starosta
- Klemens Kmita (1421) z Nowego Żmigrodu herbu Szreniawa, starosta sanocki z zamku Sobień
- Mikołaj z Chrząstowa Chrząstowski (1430–1437); miecznik i wojski krakowski, starosta sanocki
- Jan Kuropatwa de Laczuchow (ob. Łańcuchów) h. Szreniawa (1442–1446),
- Wojciech z Michowa (1446–1450),
- Mikołaj Pieniążek, sk. Mikuláš Peniažek z Vitovíc (1450–1474); podkomorzy i starosta krakowski; starosta san.; starosta spiski (od 23 marca 1454)
- Stanisław Pieniążek z Witowic (1474-1493),
- Jakub Pieniążek (starosta sanocki) (1493),

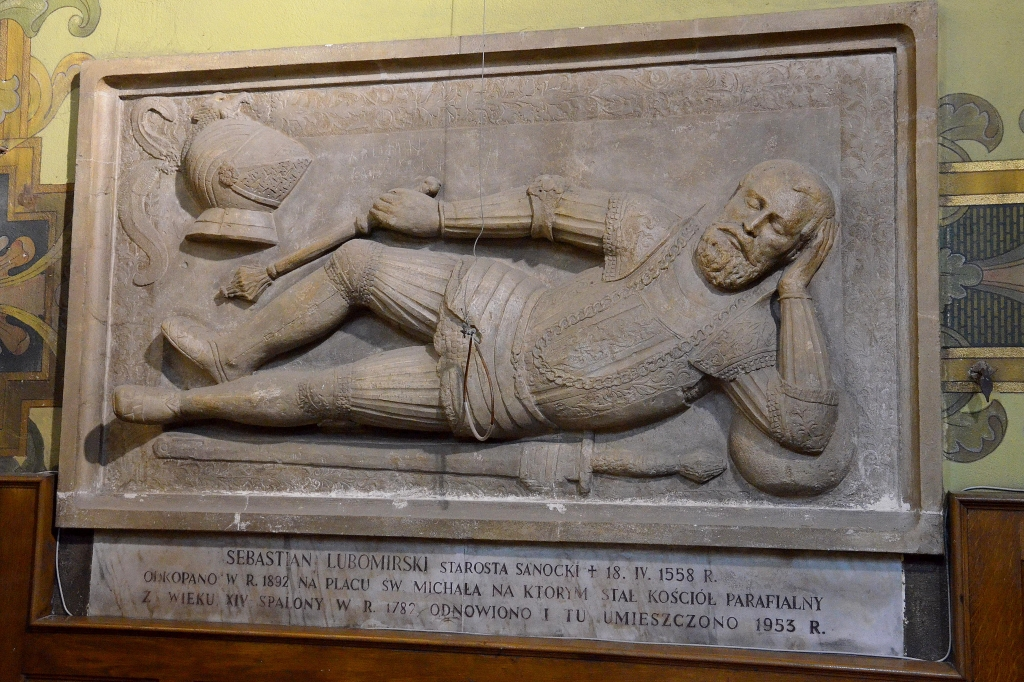
Epitafium starosty sanockiego Sebastiana Lubomirskiego z kościoła pw. św. Michała (1558) w Sanoku

- Sebastian Lubomirski starosta, do roku 1558
- Jerzy Mniszech, starosta sanocki, ok. 1578
- Stanisław Bonifacy Mniszech, 1602
- Franciszek Bernard Mniszech, 1613
- Andrzej Drohojowski, 1652.
- Jerzy Jan Wandalin Mniszech, 1661
- Antoni Dunin Wąsowicz – 1745
- Józef Wandalin Mniszech z Kończyc Wielkich, ostatni starosta grodowy

## Zabór austriacki/autonomia galicyjska
Zwierzchnicy cyrkułu (obwodu) sanockiego
- vacat (1794)
- Józef Lueger do 1799
- W. Geppert[1]

Urząd określany jako Sanoker Kreisamt, stanowisko jako Kreishauptmann
- Jan Jerzy Ostermann (1826-1846)[2][3][4][5][6][7][8][9][10][11][12][13][14][15][16][17][18]
- Ernest Uherek (od 7 XI 1846 do ok. 1854)[19][20][21][22][23][24][25][26][27]

Urząd określany jako Sanoker Kreisbehörde, stanowisko jako Kreisvorsteher
- Karl Proksch (7 III 1854 – 16 IV 1856)[28][29][30][31]
- Apolinar Mauthner (od 1857 do ok. 1860)[32][33][34][35][36][37]
- Maksymilian Siemianowski (1860-1865)[38][39][40][41][42][43][44]

Naczelnicy okręgu sanockiego w ramach cyrkułu sanockiego
Urząd określany jako Bezirk, stanowisko jako Bezirksvorsteher
- Karl Kranzberg (od ok. 1855 do ok. 1865)[45][34][35][46][37][47][48][49][50][51]
- Maksymilian Siemianowski (od ok. 1865 do 1867)[43]

Starostowie powiatu sanockiego
- Maksymilian Siemianowski (1867-1868)[52][53]
- Tytus Lewandowski (1868-1870)[54][55][56]
- Dominik Niesiołowski (1870-1871)[57]
- Leon Studziński (1872-1896)
- Ferdynand Pawlikowski (1896-1899)[58][59]
- Antoni Pogłodowski (1899-X.1911)[59][60][61][62][63]
- Kazimierz Waydowski (X.1912-1919)[59][64][65][66][67][68][69]

## II Rzeczpospolita(1918-1939)
Starostowie w czasie istnienia powiatu sanockiego II Rzeczypospolitej.
- Kazimierz Waydowski (1918-1919)[69]
- Tadeusz Wrześniowski (1919-)[69][70]
- Antoni Zoll[71]
- Mieczysław Zieliński (1922-1926)[72]
- Stanisław Michałowski (1926-5.I.1929)[73][74][75][76][77][78][79][80]
- Romuald Klimów (1929-1932)[81][82][83][84][85]
- Bolesław Skwarczyński (1933-1934?)
- Izydor Wagner (-1936)
- Wojciech Bucior (1936-1939)[86][87]
- Zygmunt Szacherski (VI.-IX.1939)

Wicestarostowie
- Józef Trznadel (1928-1937)[88][89]

## Okupacja niemiecka 1939-1944
- dr Albert Schaar (23 września 1939 – 1 czerwca 1942)[90]
- dr Class (do 5 stycznia 1943)
- dr Johann Anton Hoffstetler (od 5 stycznia do końca okupacji w 1944)[91]

## Polska Ludowa (1944-1989)
- Andrzej Szczudlik (28 września 1944 – 3 listopada 1948)[92]
- Mieczysław Kaczor (październik 1948 – czerwiec 1950)[92]

## III Rzeczpospolita
Starostowie po reformie samorządowej z 1998
- Edward Olejko (1998-2002)
- Bogdan Struś (2002-2006)
- Wacław Krawczyk (2006-2010)
- Sebastian Niżnik (2010-2014)
- Roman Konieczny (2014-2018)
- Stanisław Chęć (2018-2024)
- Robert Pieszczoch (2024-)

Wicestarostowie po reformie samorządowej z 1998
- Czesława Kurasz (1998-2002)
- Zbigniew Daszyk (2002-2006)
- Andrzej Bożydar Radwański (2006-2010)
- Wacław Krawczyk (2010-2014, 2014-)